# トヤマ楽器製造
トヤマ楽器製造株式会社（―がっきせいぞう）は楽器の製造業である。創業以来、リコーダー専門メーカーとして、日本国内はもちろん、海外でも高い支持を誇っている。社名の「トヤマ」は創業者の姓（外山）にちなむ。

## 主な製品
- アウロスリコーダー - ABS樹脂製のリコーダー（縦笛）
- パンの笛
- オカリナ
- 尺八（縦笛）
- トラヴェルソ（横笛）
- ファイフ（横笛）
- 篠笛（横笛）
- 楽譜、CDの製造販売、および輸出。